# Calle de la Paz (Valencia)
La calle de la Paz (en valenciano, carrer de la Pau) es una de las principales arterias urbanas de Valencia (España). Está situada en pleno corazón de Valencia y es una vía comercial.

## Historia
La calle de la Paz, llamada al principio Peris y Valero, en honor de su fundador, es una de las más importantes reformas urbanas del siglo XIX. De nuevo trazado rectilíneo, diseñado en 1869 por los arquitectos Sorní y Mercade, tiene 16 metros de anchura, y une la plaza de la Reina con los jardines de la Glorieta y el Parterre, ofreciendo al fondo la bella perspectiva de la torre de Santa Catalina.
Está concebida en la línea del urbanismo decimonónico francés que Haussman había desarrollado en París, a mitad del siglo XIX y que cambiaría totalmente la imagen de la capital francesa. La calle de la Paz, aunque evidentemente no de forma tan rotunda, transformó esta parte de la ciudad, atrayendo el comercio y convirtiéndose junto con el Ensanche de Colón en lugar de residencia de la clase burguesa. 
Para su apertura y después construcción que duró aproximadamente treinta años, fue necesario derribar muchas casas y conventos, como los de Santa Tecla y San Cristóbal, y se atravesaron muchas manzanas a base de expropiaciones. Sus edificios, a pesar de sus diferentes estilos, presentan todos ellos una gran unidad de conjunto; tienen la mayoría un carácter ecléctico, donde se mezclan los elementos iconográficos románticos con los provenientes de la tradición constructiva, apareciendo numerosos elementos del modernismo valenciano, casticistas e incluso racionalistas. Los edificios se proyectaron en su mayoría como casas de rentas, si bien el principal se reservaba para el propietario.

## Urbanismo
La calle de la Paz es una de las más prestigiosas de la ciudad; agrupa un gran número de casas y palacios modernistas de gran interés arquitectónico. Marca el límite sur del barrio de la Xerea. El 9 de octubre, Día de la Comunidad Valenciana, transcurre la procesión de la Senyera, y a través de esta accede a la plaza de Alfonso el Magnánimo, donde termina.
Entre los edificios destacar, está la Casa Sancho, diseñada por Joaquín María Arnau Miramón.
Su antiguo carácter residencial ha ido disgregándose al irse transformando las antiguas viviendas burguesas en despachos, oficinas, academias, etcétera. Ni la brutal terciarizaicón ni el intenso tráfico rodado consiguen restarle encanto, según comenta Tomás Llorente: "Esta calle constituye uno de los ejemplos más sorprendentes y equilibrados que conocemos del urbanismo, con un fuerte acento al gusto de la época, que es perceptible hoy perfectamente en toda la zona, y es el fundamento de su gran calidad ambiental, capaz de resistir la agresividad de las nuevas construcciones.